# チンドン屋

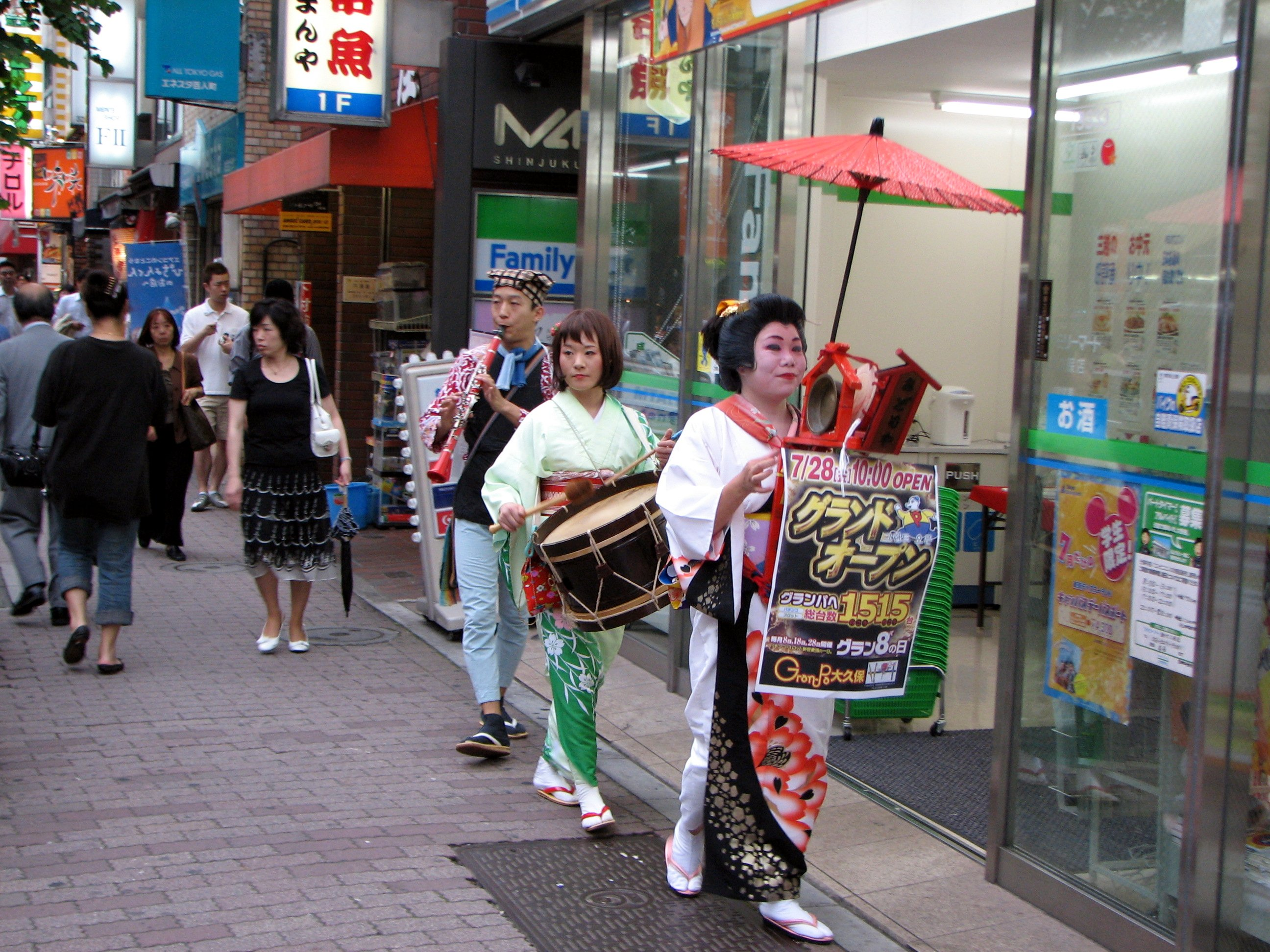
チンドン屋

チンドン屋（）は、チンドン太鼓と呼ばれる楽器を『チンチン・ドンドン・チンドンドン』と鳴らすなどして人目を集め、その地域の商品や店舗などの宣伝を行う日本の請負広告業の一類型である。披露目屋・広目屋（）・東西屋（）と呼ぶ地域もある。またカラフルな衣装を纏う人のことをチンドン屋と呼ぶ地域もある。

## 概要

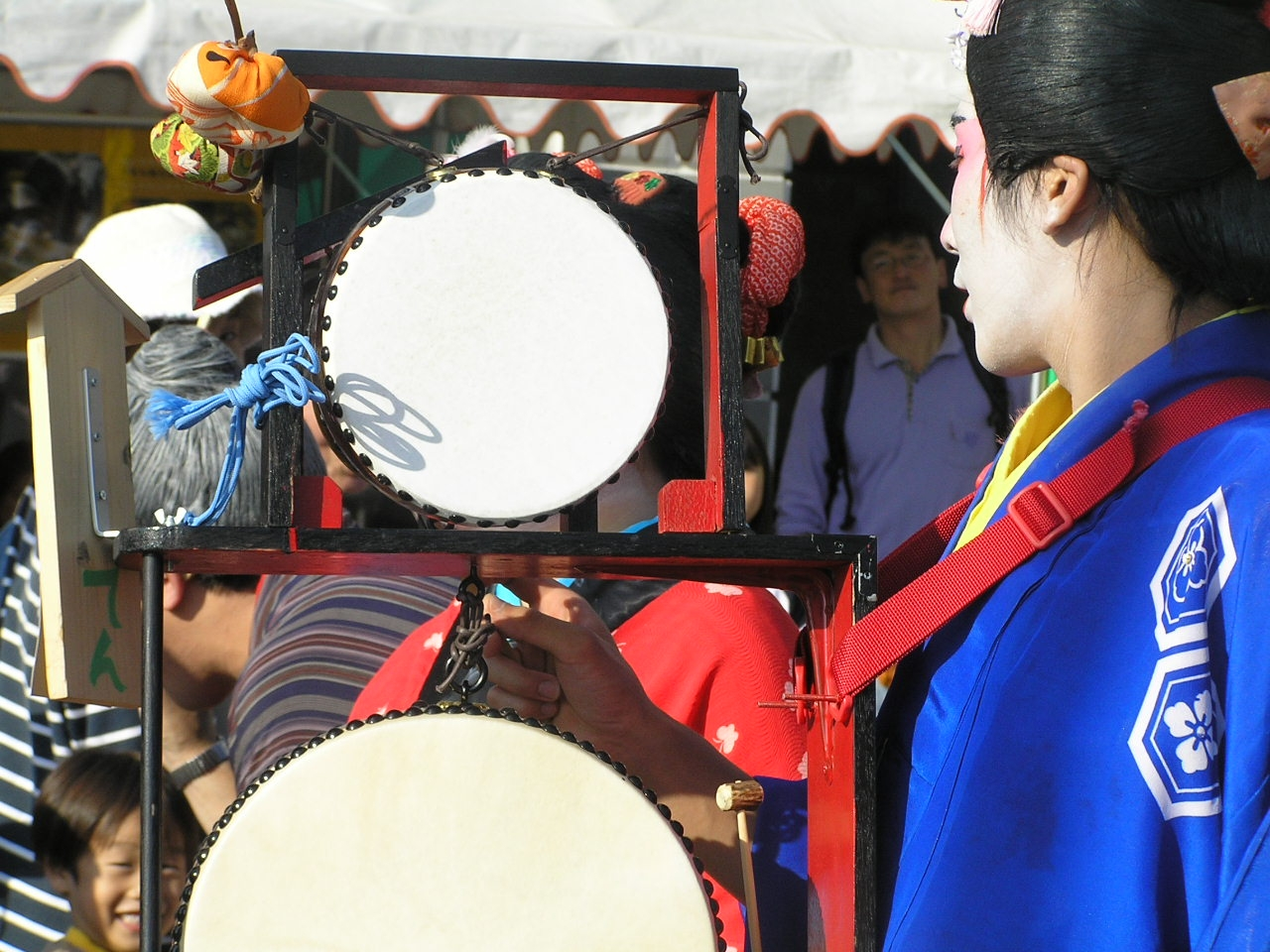
お祭り会場のちんどん屋（チンドン太鼓）

締太鼓と鉦（当たり鉦）を組み合わせたチンドン太鼓などの演奏、および諸芸や奇抜な衣装・仮装によって街を廻りながら、依頼者の指定した地域・店舗へ人を呼び込む。また集客した上で宣伝の口上やビラまきなどで商品の購入を促す。
街を廻りながら行う宣伝を「街廻り」、移動せず店頭で行う宣伝を「居付き」という。
3人から5人ほどの編成が一般的で、チンドン太鼓、楽士、ゴロス（大太鼓）を中心に旗持、ビラまきらが加わる。
チンドン太鼓は、事業主である親方が担当することが多く、口上も兼任する。
楽士は、クラリネット、サックスなどの管楽器のほか、アコーディオンで旋律を演奏する。
特定の親方と雇用関係を結ばず、フリーで活動する楽士も多い。
旗持は、幟を持ち、先頭を歩く役割で、「ビラまき」は、チラシ、ティッシュなどを配布し、「背負いビラ」と呼ばれる店名やサービス内容が書かれたポスターのようなものを各人が背中に背負い、あるいはチンドン太鼓の前に取りつける。
関西では幟ではなくプラカードを持つことが多く、ビラまきを「チラシ配り」と呼ぶ。
店舗の近隣を巡る「街廻り」の仕事を基本とするが、大規模店舗や催し物の会場内を廻ることや、店の前やステージなどでの演奏を依頼されることもある。
仕事の始めと終わりや、雨天時などに、留まって演奏することを「居付き」と言う。
宣伝活動を営利で行う点で、路上において芸を演じる大道芸人とは明確に区別される。宣伝の仕事を元請けで行う、つまりクライアントから直接仕事を請け負う業者を親方といい、屋号をもつ。一方、元請けで仕事を行わない業者はフリーと呼ばれる。
日本国外からは、日本におけるストリートミュージックの例として取り上げられる場合もある。
積極的に宣伝行為をすること、派手な衣装で人目を引く行為・人物への比喩として「チンドン屋」が用いられることも多い。

## 語義・語源
当たり鉦と太鼓を組み合わせて一人で歩きながら演奏出来るようにした一種のドラムセットをチンドンまたはチンドン太鼓と呼び、チンドン太鼓を用いて路上で宣伝する職業を「チンドン屋」または単に「チンドン」と称する。
「チンドン」は、鉦の「チン」という音と胴太鼓の「ドン」という音を組み合わせた擬音から成立したと考えられるが、十分な用例が確認されておらず語の成立過程は明らかではない。
「チンドン屋」という言葉は、1878年12月11日の『郵便報知新聞』見出し「チンドン屋よろしく大道飴売」や、1889年10月6日の『東京日日新聞』見出し「条約改正論戦、チンドン屋総出の形」などに見られるように、明治初期から存在したが、用例が少なく、その語が意味する対象は明らかではない。
現代（21世紀）のチンドン屋に繋がるものとして「チンドン屋」の呼称が普及しはじめたのは、大正末から昭和初期と考えられ、確認できる用例は、1930年頃からある。当初は、単独で華美な衣装を身につけ、口上を行うことに対して「チンドン屋」の呼称が用いられており、必ずしも三味線、管楽器の演奏を伴わない形態であったと推察される。
チンドン屋を指して、披露目屋・広目屋という表現が用いられることがある。
披露目屋は、開店披露の仕事をすることが多かったため、あるいは芝居の口上に由来するとされる。広目屋は、広告宣伝、装飾、興行などを手掛けた秋田柳吉が起こした会社の名で、依頼に応じて楽隊を派遣したことで楽隊広告の代名詞として用いられるようになった。
関西では東西屋という表現が用いられることがある。東西屋は、大阪の勇亀（いさみかめ）が芝居の口上である「東西、東西（とざい、とうざい）」を流用して寄席の宣伝請負を行ったことから広まった。
現代（21世紀）、これらの語を使い分ける場合は、広目屋は楽隊の存在を重視し、東西屋は口上を主体とする意味合いを含む。
この呼称は明治期から用いられ、昭和初期にチンドン屋へと変化したと思われるが、歴史的経緯については、次節を参照のこと。

## 歴史

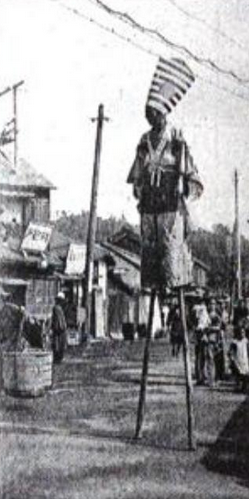
アラスカ・ユーコン太平洋博覧会（:en:Alaska–Yukon–Pacific Exposition）に参加した日本の東西屋（ちんどんや） 1909年

チンドン屋の起源については、諸説あるが、本節では、街頭宣伝業である東西屋・広目屋の始まりから記述する。

### チンドン屋前史

#### 戦国時代末期
元来は、大歌舞伎と同じく出雲阿国のややこ踊り、かぶき踊りを起源とする。

#### 江戸末期から明治初期：ルーツとしての飴売と大道芸
楽器を用いたり口上を述べたりして物を売り歩く職業としては、江戸中期より「飴売」という存在があり、文久年間には日本橋の薬店の店主が緋ビロードの巾着を下げ、赤い頭巾をかぶって市中を歩き広告をしたという記録があるが、これは自身の売り物を宣伝するためであり、広告請負であるチンドン屋とは異なる。
また、芝居小屋では鳴物の囃子が客寄せのために使われていた。本項では、東西屋の祖として「飴勝」という飴売と、大道芸の「紅かん」という江戸期の人物から始める。
飴勝は、大坂・千日前の法善寺を拠点として、弘化期に活動していた飴売で、その口上の見事さから寄席の宣伝を請け負うようになった。短い法被に大きな笠脚袢にわらじという出立で、竹製の鳴物、拍子木を用い、「今日は松屋町の何々亭…」と呼び込みを行ったとされる。飴勝の仕事を引き継いだ勇亀（いさみかめ）が、明治10年代に芝居の口上である「東西、東西（とざい、とうざい）」を用いて寄席の宣伝を行っていたことから、1880 - 81年頃に東西屋と呼ばれるようになった。やがて、東西屋は街頭宣伝業の一般名詞へと転じた。勇亀のほかには、豆友という東西屋が知られていた。豆友は1891年に他界、弟が跡を継いで二代目を名乗り、初代の長男と次女を伴って活動を始めるが、1893年に感電死した。
紅かんは、安政期から明治初期にかけて活動していた大道芸人で、仁輪加の百眼を付け、大黒傘を背負い、「七輪の金網を打鉦に小太鼓を腰に柳のどう（胴）に竹の棹に天神はお玉という三味線」で演奏し、下町で人気を得ていたとされる。大正期にも通称、紅屋の勘ちゃんという男がいて、両手に三味線、腰に小さな太鼓をくくりつけて、バチで三味線と太鼓を一緒に鳴らして街を歩いたことがヒントとなってチンドンが作られたという。「紅かん」と「紅勘」の繋がりは明らかではないが、演奏芸の様態としては、チンドンの原型と言えるだろう。

#### 東西屋と広目屋

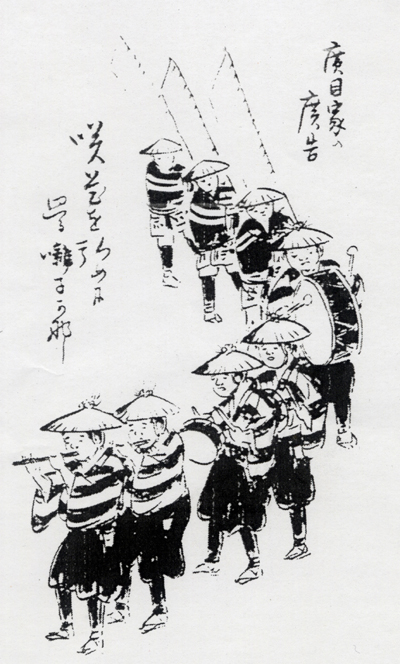
広目家の広告 鈴木春風（1851 - 1913）の写本『世渡風俗図会』

明治20年代になると、大阪では、丹波屋九里丸（息子が漫談家で売った花月亭九里丸）、さつまやいも助が中心的な存在となり、東京では秋田柳吉の広目屋が楽隊広告を始める。1874年に木村屋が売り出したアンパンは文明開化の象徴的食べ物として明治天皇のお墨付きを得、初めて宣伝用にチンドン屋を用いたとされている。
丹波屋九里丸は、1887年頃から豆や栗を売りはじめ、売り声が評判となり、東西屋に転じた。九里丸は東西屋開業前から囃子方を加え、開業後は自身が拍子木、相棒に太鼓を叩かせて街を歩いた。柏屋開店の仕事の際に、松に羽衣をあしらった長襦袢を纏い、忠臣蔵になぞらえた音曲入りの口上が評判となり、人気を博した。
他方、広目屋は、大阪出身の秋田柳吉が上京した1888年に八重洲で起業した会社の屋号で、仮名垣魯文の命名による。広目屋は広告代理店、装飾宣伝業の先駆けとなるほか、新聞を発行したり、活動写真や川上音二郎の芝居など興行全般に手を広げた。
その一環として、宣伝のための楽隊を組織したため、楽隊を用いた路上広告を一般に広目屋と呼ぶようになった。
西洋楽器による街頭演奏は、軍楽隊による行事・式典での演奏の他、1887年前後から民間にも興り、明治20年に結成された東京市中音楽隊が最初の民間吹奏楽団とされるが、1885年のチェリネ曲馬団の来日など外国の楽隊の宣伝演奏、1886年に喇叭を用いた用品店の広告などの例がある。楽隊は軍歌の流行や出征軍人を送る機会の増大のため日清戦争を境に流行し、以後、活動写真やサーカスの巡業、煙草や歯磨きなどの大規模な楽隊広告が行われ、地方にも楽隊広告は広まっていった。1911年にライオン歯磨を宣伝した小林商店は、100本以上の幟を掲げて東海・北陸地方へ広告隊を送り出している。
楽隊広告は、1889年、広目屋がキリンビールの宣伝を請け負い、大阪・中之島のホテル自由亭の音楽隊を派遣したのをきっかけに大阪でも取り入れられるようになる。1890年には九里丸も「滑稽鳴り物入り路傍広告業」と称して古い着物を軍服風に仕立て直し、喇叭、太鼓、鉦などを用いて宣伝を行うようになった。九里丸は、日清戦争では「大日本大勝栗」と幟を立てて栗型のカンパンを売り、売上の一部を軍資金として寄付、1899年には半井桃水の新聞小説『根上がり松』を片岡我当が芝居化する際に、無償で宣伝するかわりに譲り受けた羽織を纏って10人の囃子を引き連れて仁輪加を演じるなどして評判を呼んだ。広目屋の秋田の誘いに応じて上京し、広告行列の中で忠臣蔵を披露したこともある。また一方で、広目屋から独立した福徳組の高坂金次郎は、大阪で人気があった浪花囃子を取り入れ、東囃子を編成した。
九里丸が鳴物・楽隊の導入を進める一方で、先達となる勇亀は太鼓や楽隊には否定的であり、また九里丸と並び称されたさつま屋いも助も、三味線、太鼓を鳴らすにとどまり、口上を重んじる東西屋の流れも存在した。

### チンドン屋成立以後

#### 大正期の低迷と戦前・昭和期の繁栄
株の暴落や広告取締法の施行などで、大規模な広告楽隊・広告行列は明治40年代に入って低迷し、かわって新聞・雑誌などの広告が盛んとなり、大正期には飛行機を使った宣伝やネオンサインも登場した。この事から、明治末から大正期にかけてを「暗黒期」とする意見もある。
代表的な娯楽となった活動写真では、映画館が楽士を抱えてオーケストラや和洋合奏団を結成し、呼び込みのための楽隊を雇った。
活動写真や芝居、サーカスの巡業では、楽隊が先頭を切って登場し、また宣伝のために街を廻った。
大正初め頃に囃子隊を結成して、寄席などで演奏しつつ、宣伝業を手掛ける者が現れ、1917年には「一人で太鼓と鐘を叩いて背に広告の旗を立てて囃し立てて居る広告や」があったという記録がある。ひとりで複数の打楽器を演奏するためにチンドン太鼓が考案されたのは大正中期だとされる。遅くとも1925年には鉦・太鼓・銅鑼を組み合わせ、花柄の衣装を纏った「東西屋」が存在したことが写真によって明らかとなっている。チンドン太鼓は、1937年頃に大阪にも登場した。
大正期のチンドン屋は口上を主体とし、寄席の芸人からの流入、また、その周辺に位置した三味線弾きによって形成され、関東大震災後には物売業からの流入があったと推察される。
この時期には、旗持が独特の踊りをしながら歩くこともあった。やや遅れて、衰退に向かったジンタの管楽器奏者を加えた形態が大正末頃から増え始め、トーキーの登場を機に失職した映画館楽士が流入し、管楽器入り編成が定着する。この他、紙芝居や村芝居などからの流入があり、前者はゴロス、後者は鬘などの導入に繋がったと思われる。こうした転身者、とりわけ役者や芸人からの転身者はチンドン屋として生計を立てることに執着せず、他に条件のよい職業があれば廃業しても構わないと考えており、芸への執着が希薄であった。したがってこの時期のチンドン屋がみせたパフォーマンスは素人芸の水準にとどまる場合も多かったとされる。

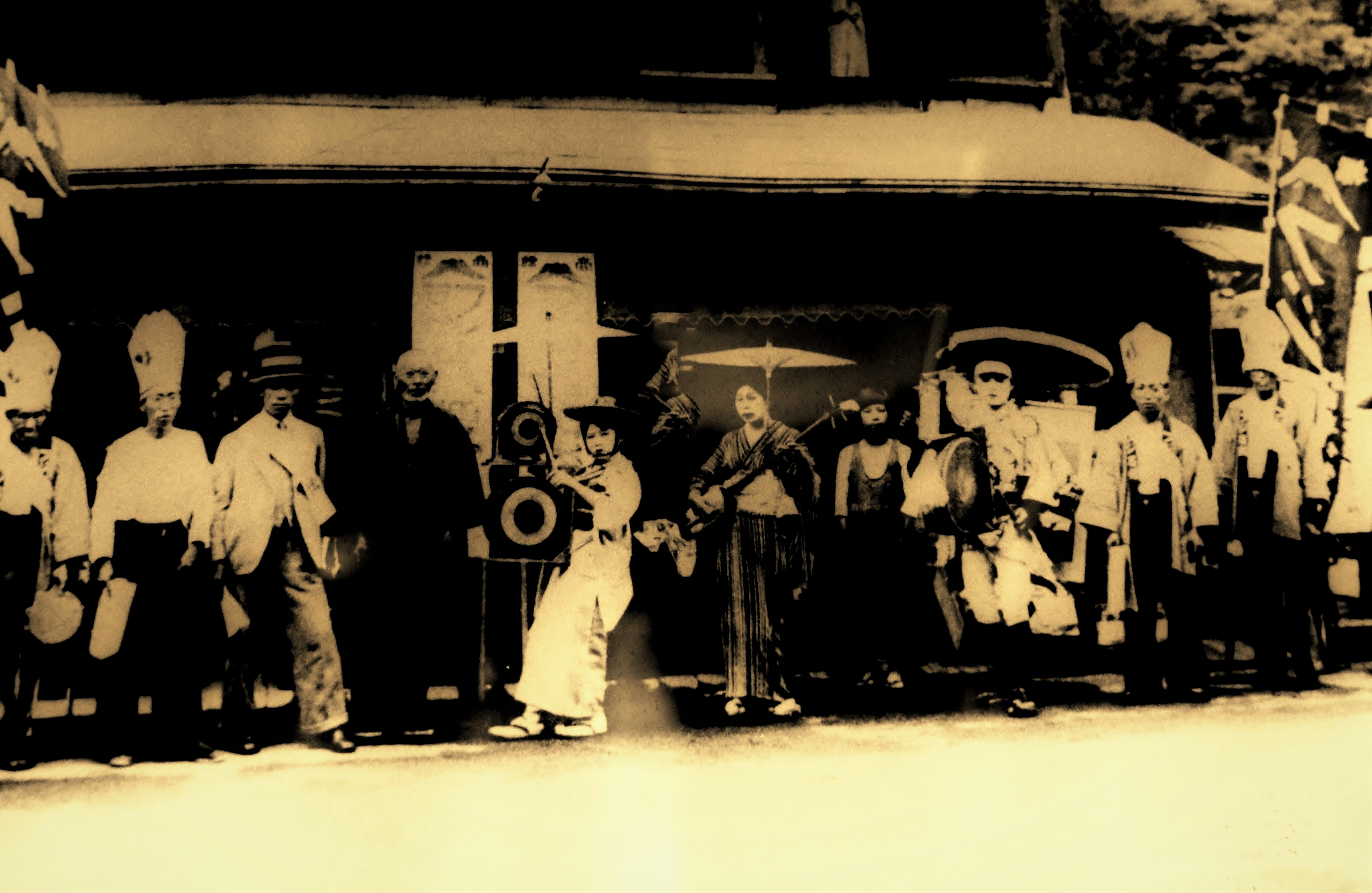
商店開店祝いでのチンドン屋。1935年頃。現山梨県都留市。

文明開化の時代においては、東京の商店主が西洋音楽と軍楽隊退役者を結び付け、小さなブラスバンド「市中音楽隊」を作り（「楽隊」、「ジンタ」とも呼ばれた）、運動会など祭事の宣伝を行いはじめた。当時は芸術としての音楽に重きを置いたものであったが、これに目を付けた秋田柳吉が、本格的な宣伝業者に高めていった。
戦前の全盛期は1933年から38年頃とされる。1936年、鳩山一郎（戦後、内閣総理大臣）とテキ屋出身の市議会議員倉持忠助が選挙における票の取りまとめに利用しようとチンドン屋の組合（帝都音楽囃子広告業組合）を作ったが、その会員数は3000人に及んだという。
1941年になると、チンドン屋および各種大道芸は禁止された。

#### 戦後復興期の流行と高度経済成長期の衰退
戦後の復興の中で、チンドン屋は勢いを取り戻した。大規模な広告展開が困難な状況であった中で、少人数・小規模で小回りが利くチンドン屋の営業形態が時代に合っていたこと、陽気な音楽や派手な衣装が求められたことなどが理由として挙げられる。特に関東ではパチンコ店からの仕事が多かった。1950年にはチンドン屋人口は2500人に及んだとされる。昭和20年代後半には、もともと忙しい時期が異なるために人的交流があったサーカス関係者や、映画におされて芝居小屋が縮小したため、旅役者もチンドン界に流入した。
チンドンのコンクールも開催されるようになった。東京の新橋で1950年に行われたのが最初で、昭和30年代には、東京都内、前橋、沼津、姫路、伊勢、函館、彦根  など、全国各地でチンドンコンクールが開催された。多くのコンクールは継続しなかったが、1955年に始まった富山での「全国チンドンコンクール（1965年に全日本チンドンコンクールに改称）」は、2019年まで継続して開催された（2011年は東日本大震災のため、2020年から2022年までは新型コロナウイルスのため中止）。このコンクールは、全体を統括する組織がない中で、業界を「緩やかにつなぐ」役割を果たしている。
前年に富山産業大博覧会を終え、一時的に消費が冷え込んだ地元商店街の活性化と、観光客を招くため富山の宣伝を企図して、富山市と富山商工会議所が主催の「桜まつり」の催しとして始まり、42のチンドン屋が参加、平日昼間に行われたパレードには8万人が集まった。
「全日本チンドンコンクール」の記録では、1955年の第1回に42団体が参加、以後団体数は50前後を推移するが1972年から下降を始め、1981年には18団体まで減少する。その一方で、素人チンドンコンクールも始まり、そこからプロのチンドンマンに転進するものもみられ、その後プロ部門では30組前後の団体が出場している。
1960年半ば頃からは、テレビの普及などもあり、チンドン屋は「古くさい」ものとなってしまう。さらに昭和30年代頃からスピーカーを通した宣伝広告が音響上の脅威となり、加えて自動車の交通量が増加し商店街や横丁をも通行するようになったことで、都市においてチンドン屋が活動できる空間は狭まった。
昭和40年頃から衰退を見せはじめ、1973年の石油ショック以後急激に数を減らし、数百人程度にまで落ち込んだが、仕事自体は減っていなかったという証言も多い。

#### 大阪のちんどん通信社と『東京チンドン』
1989年の昭和天皇崩御による自粛ムードは、ほぼ1年間チンドン屋の営業を不可能にさせたという。
しかし、1980年代後半から、「古くさいもの」「懐かしいもの」ではないチンドン屋へのアプローチが始まった。
大阪では、1984年に林幸治郎がリーダーとして個人商店「ちんどん通信社」を旗揚げ。林は立命館大学出身であり、マスコミから「学士ちんどん屋」と取り上げられた。なお、1995年には法人化して有限会社東西屋となったが、引き続き「ちんどん通信社」名で活動を継続している。
東京では、じゃがたらなどで活動していた篠田昌已、A-musikやルナパーク・アンサンブルで活動していた大熊ワタルらが、高田宣伝社で楽士としてチンドン演奏をはじめ、記録として『東京チンドンVol.1』を録音した。篠田はコンポステラを結成し、音楽家としてチンドンで奏でられる音楽を取り入れる試みを続けるが、1992年に急逝する。大熊は、ソウル・フラワー・ユニオン（ソウル・フラワー・モノノケ・サミット）と共に震災後の神戸などでも活動し、雑誌などでもチンドンに関する記事を執筆している。また、ソウル・フラワー・モノノケ・サミットによる、チンドン・アレンジのライヴ活動やCDリリース（『アジール・チンドン』『レヴェラーズ・チンドン』『デラシネ・チンドン』）が、若年層にチンドンを広めることにもなった。
これら新世代の活動はチンドンの存在を若い世代に伝え、既存業者の高齢化と相まって、チンドン業界へ若い人材が参入する流れが生まれた。2001年に全国のチンドン屋の数は150人ほどとされる。商店の宣伝が主要な仕事とはいえ、大企業のキャンペーンや町おこしのイベント、結婚式など、賑やかな雰囲気作りのために呼ばれることも増え、特に若手とされるチンドン屋はパフォーマンスを営業案内に含めることも多い。CDを発売する取り組みなども見られる。
2000年に、林と東京の高田洋介はちんどん博覧会を始めた。富山のチンドン・コンクールによってチンドン屋業界の交流はあるが、組織化がなされていないことの打開を企図したもので、林らによるとその趣旨は若手が中心となって実験的なパフォーマンスを行ったり、チンドン屋の存在を世間にアピールすることにある。年に1回のペースで東京、大阪、福岡、東京と会場を移し、数年の間をおいて2007年にも東京で開催されている。

## 広告としての位置づけ
チンドン屋は路上で行われる音声広告であり、歩く野立て看板もしくはポスター・POP広告であり、広告請負業でもある。

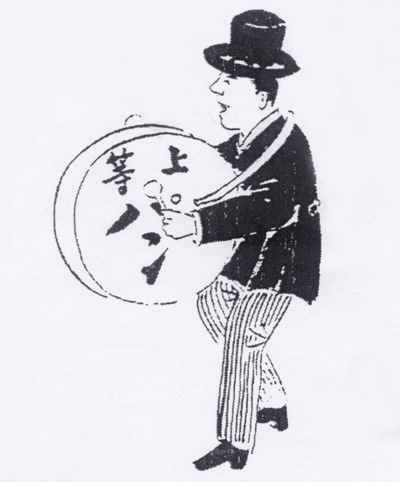
パン売 鈴木春風（1851 - 1913）の写本『世渡風俗図会』から。
大伏肇『資料が語る近代日本広告史』東京堂出版、1990からスキャン

音声広告は、売り声・かけ声および鳴物などの使用による広告の総称で、中世の行商人や大原女にさかのぼる。江戸中期にはさまざまな工夫がこらされるようになり、文化・文政期の引札には口上が記録されることが多くなり、明和6年の引札には「トウザイトウザイ」の表現も現れる。こうした口上は、歌舞伎にも取り上げられた。売声だけでなく、派手な衣装で歌や踊りを披露し、鉦やチャルメラで個性を出した。飴売がその声を売り物として東西屋となり、依頼を受けて楽器演奏を行う民間吹奏楽隊と結びついてチンドン屋の母体となったと言える。広目屋の秋田と東西屋の九里丸は実際に交流があり、大規模な楽隊広告では口上役と楽隊をそれぞれに依頼し、共同作業を行った。
屋外広告は明治10年代から活発化の兆候を見せており、東西屋、広目屋の系譜に連ならない音声広告としては、明治19年の日本橋中嶋座の正月公演「大鼓曲獅子」（おおつづみまがりじし）の錦絵に太鼓を抱えて西洋菓子の宣伝をする姿が描かれているものがあり、大正期には一人で喇叭を吹き太鼓を鳴らして宣伝をするオイチニの薬売などがあった。
明治初期の広告手段は、引札が中心で、1877年頃から新聞広告が増加する。当初時事新聞専業の広告代理店として三世社らが起こり、1884年に複数の新聞を手掛ける代理店業に広目屋も参入した。規模は異なるにしても、ほぼ並行して広告を請負う事業がはじまっていることになる。明治後半の楽隊広告は大規模化し、楽士の派遣業も成立したが、昭和期に至るまで口上を主体とする宣伝業は個人での事業が中心であった。引札や新聞広告のほか、昭和に入って野外広告板、アドバルーンやネオン管によるビルなどの広告が登場し、チンドン屋は地域密着型になっていったとされる。古くは、九里丸が質屋の宣伝を請け負った際に大通りではなく路地を回って成功した例があり、小規模な業務形態で限定的な地域での宣伝については対費用効果が高かったことは戦後の復興の中で最盛期を迎えた理由の一つである。
類似した広告請負の形態としては、ジンタ（ヂンタ）、サンドイッチマンがある。ジンタは広告楽隊、特に映画やサーカスの呼び込みの楽隊を指し、大正期から隠語として存在し昭和初期から徳川夢声が漫談などで用いるようになって広まった。徳川や堀内敬三は、5人程度の規模の楽隊を指すものとしてこの語を用い、その衰退を嘆くが、ジンタの演奏家がチンドン屋に流入し、管楽器を含むチンドン屋が普及する時期とジンタの語が広まった時期が重なるため、両者が同一視されることもあった。加太こうじによると、明治末から大正にかけてまではチンドン屋からの依頼で小編成の楽隊、つまりジンタが演奏を行うことがあった。そうした関係は楽士がサイレント映画の伴奏を行うようになって解消したが、映画がトーキーへ移行すると、職にあぶれた楽士たちが再びチンドン屋と手を組み、あるいはチンドン屋を開業するようになった。サンドイッチマンは、明治19年に既に現れ、戦後も週刊誌を賑わせた。音楽や口上を伴わず特別な技能を必要としない点で異なるが、街頭宣伝ということで共通する。

## チンドン屋の芸
口上
宣伝すべき内容を伝える役割として重視され、親方が担うことが多い。
飴売ほか物売を祖とすることに加え、昭和初期には活動写真館の弁士、芝居役者なども流入したため、様々なスタイルが混じり合っている。
化粧と衣装
支度と呼ぶ。多くは白塗で、カツラを着けた和装、着帽での洋装いずれにしても華美な衣装を纏う。
初期は化粧をせず、これは寄席芸人出身者がチンドンに流れてきたためと考えられる。村芝居やサーカス出身者が多くチンドン屋業界に流入したことは歴史の節でも述べたが、カツラの着用は、東京では戦前からあったが、関西では戦後に青空宣伝社がはじめた。
和装の場合は、歌舞伎、大衆演劇の役どころを模し、洋装の場合はピエロに扮することが多いが、アニメなどのキャラクターを取り入れたり、着ぐるみを用いることもある。
チンドンコンクールなどでは、大がかりな扮装も見られ、象や戦車などを張りぼてで作った例もある。
寸劇
路上で寸劇を演じることもあり、昭和30年代頃には、10人ほどでチャンバラの立ち回りをすることもあった。
この他、成人の人形を前に抱え、背負われた子供を演じつつ人形を操作する「人形振り」など、独自の芸を持つ者もいる。

## チンドン屋の音楽

### 編成と楽器
編成は、チンドン太鼓、楽士を基本として、3人から5人の編成で、ゴロス（大太鼓）、旗持を伴うことも多い。

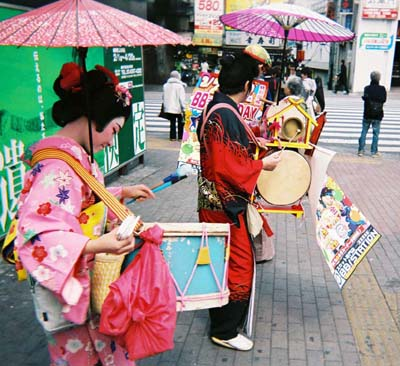
手前がゴロス、奥はチンドン太鼓右手側

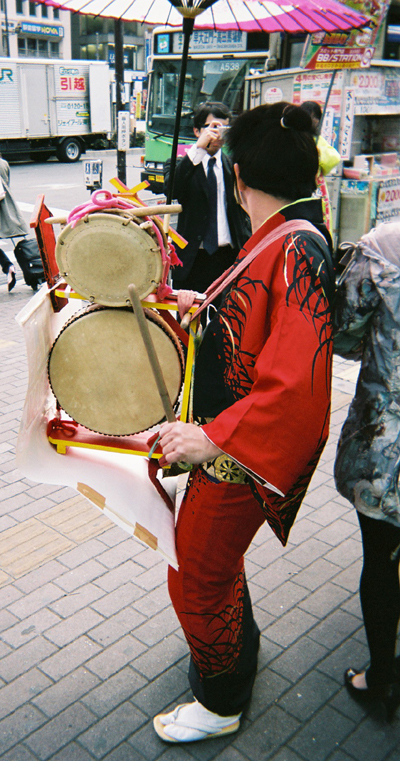
チンドン太鼓左手側

チンドン太鼓
チンドン太鼓は、下座音楽で用いられていた楽器である鉦（当たり鉦）、締太鼓、大胴を組み合わせて作られ、
身体に垂直となる向きで上に鉦と締太鼓、下に大胴を木枠にはめ込み、上部に傘、前部には屋号を書いた札を立てる形が一般的。締太鼓、鉦、大胴のサイズは小さめで、とくに締太鼓はチンドン屋以外は用いないといわれるほど小さい。ひもを肩にかけ、身体の前面にチンドン太鼓を固定する。
東京では、山の手のチンドン屋は締太鼓を大胴の下に地面に平行な向きで固定していたのに対し、下町では剣劇を行いながら歩くことが多く、締太鼓を上部に置くことになった。昭和初期までは銅鑼を用いることもあった。大胴と締太鼓を叩く際にはバチ、鉦を叩くには先端に鹿の角を付けた撞木を用いる。リズムは細かく、囃子に歩調のリズムが合成されて生じたものと考えられる。
ゴロス（大太鼓）
ゴロスは、フランス語の大太鼓"grosse caisse"からの転。ドラムと呼ぶチンドン屋もいる。
フランス式を採用していた帝国陸軍の軍楽隊の退役者が、映画館などで楽士となり、この語が広まったと推察される。
ゴロスは、紙芝居でも話の合の手として用いられており、戦後、紙芝居からチンドン屋へ転業する際に持ち込まれたという意見がある。
チンドン屋のゴロス演奏に特徴的な点としては、左右で用いるバチの大きさが異なることが挙げられる。
三つ打「ドン・ドン・ドン・（休）」、七つ打「ドン・ドン・ドン・ドン・ドン・ドン・ドン・（休）」といった単純なリズムを繰り返すことが多い。
楽士
主に旋律を担当する。
メロディを崩して演奏することが多い。
楽器としては、昭和初期あるいは戦前期から戦後間もなくにかけては三味線を使うこともあったが、戦後音量の大きなゴロスが普及すると、音量が小さい上に技量を要することが難点となり、さらにマンボなど洋楽リズムの流行に伴い昭和30年代はじめまでに衰退し、次第に管楽器がほとんどを占めるようになった。
クラリネット、サックスが用いられることが多く、トランペットあるいはコルネットも用いられたが、次第に減少している。
楽士は特定の親方に属する雇用関係を結ぶこともあったが、依頼に応じて編成の大きさを変える必要性もあり、仕事の都度依頼されたり派遣されたりする形をとることも多い。
フリーの楽士は「出方」と呼ばれる。明治期より演奏家の派遣業が存在し、臨時の要に応じて映画館、サーカスや宣伝を請け負い、見習いは宣伝の町廻りをした。サーカスとチンドンの間を行き来する楽士もいた。
昭和初期にはトーキーの登場によって映画館を追われた演奏家、戦後はサーカスから転身してきた演奏家が、楽士としてチンドン業界に流入したと言われている。1990年代以降は、ジャズやロックのミュージシャンが楽士となることも多い。

### レパートリー
レパートリーの元は、下座音楽、軍歌・行進曲、映画館などの和洋合奏、歌謡曲などがある。客を寄せるための演奏であるから、後になってチンドン屋の演奏以外では耳にする機会が少なくなった曲もあるが、その時代時代に広く知られた曲が取り込まれる。無声映画や寄席太鼓でも親しまれた「四丁目」「タケス（竹に雀）」など歌舞伎下座音楽から借用したもの、「軍艦マーチ」「天然の美」（美しき天然）など国産の軍歌・行進曲などから採られたものは定番曲として演奏され続けている。これらも取り入れられた時代には耳馴染みのある音楽であった。戦後になると、いわゆる歌謡曲が演奏されるようになる。
下座音楽は、歌舞伎や寄席の舞台で、御簾や衝立の陰で演奏されるもので、季節や場所の雰囲気を出したり、効果音を発したり、劇中の馬子唄や獅子舞などの伴奏をする。長唄を中心とするが、清元、義太夫のほか、端唄や新内、神楽、念仏など必要なものは取り入れ、また奇抜な試みも行われていた。当初、寄席の囃子は上方にのみ存在したが、大正期に東京の睦会が取り入れ、定着した。また、大衆演劇にも採用された。「四丁目」「竹に雀（タケス）」「米洗い」などは、下座音楽からチンドン屋のレパートリーとなった。
下座音楽の祭礼囃子は、細いバチで叩くことで軽快さを出し、三味線と合わせる際にリズムが強調された。
演奏の初めに鳴らされる「打ち出し」は、出囃子から借用されたもの。
軍歌は、日清戦争時に流行し、民間吹奏楽団の主要なレパートリーとなった。軍楽隊の田中穂積作曲による「天然の美」は、サーカスの楽隊のレパートリーとして知られ、チンドン屋のレパートリーともなっている。海軍軍楽隊の瀬戸口藤吉が作曲した行進曲「軍艦」は、「軍艦マーチ」として景気付けのために用いられ、特に戦後パチンコ店の宣伝に用いられ一般化した。このほか、「ドンドレミ」など、由来が不明の行進曲もチンドン屋のレパートリーとして残っている。
「天然の美」や「軍艦マーチ」は、映画館の呼び込みに用いられたが、館内では伴奏のための楽団があった。大正末から流行する時代劇では、ピアノやサックスなどの洋楽器に三味線や囃子方が加わる和洋合奏という編成が主流になった。無声映画時代には下座音楽が流用されたが、トーキー以降は、映画会社とレコード会社が提携して新曲を作るようになる。チャンバラの流行もあり、三味線音楽の延長にある流行歌が多く生まれ、和洋の楽器が混在する編成で伴奏された。「名月赤城山」や「無法松の一生」「野崎小唄」などは、和洋合奏による映画の伴奏からチンドン屋のレパートリーとなったと思われる。
歌謡曲は、時代時代に応じて選曲され、曲としての知名度や曲調のほか、テンポ、旋律などによって適不適があると考えられる。

## 主な文献、資料など

### 「チンドン屋」が現れる文学作品
チンドン屋についての記録が少ないことから、文学作品に現れる楽隊、東西屋、広目屋、チンドン屋の描写も資料として扱われる。
代表的なものしては、創作作品として、永井荷風「燈火の巷」（1903）、室生犀星「チンドン世界」（1934）、江戸川乱歩「陰獣」（1928）、武田麟太郎「ひろめ屋の道」（1935）、幸田文「ちんどんや」（1954）、梅崎春生「幻化」（1965）、黒岩重吾「朝のない夜」（発表年不明）、平岩弓枝「チンドン屋の娘」（1982）、奈良裕明『チン・ドン・ジャン』（1990）、エッセイとして田中小実昌「あのこはチンドン屋の娘だった」（1979）、渋沢龍彦「チンドン屋のこと」（1981）などがある。この他、林芙美子「ちんどんやのおじさん」など、子供向けの作品も多い。軍国美談にも「チンドン屋」が登場する作品がある。
なお、林芙美子の作品を多数映画化したことでも知られる映画監督の成瀬巳喜男は、自身の作品で何度もチンドン屋を登場させた。物語への介入はほとんどなく、その多くはBGMとしての扱いも兼ねているが、成瀬自身が強いこだわりを持って登場させていたという。

### チンドン屋の研究
チンドン屋についての考察は、紙芝居出身で『思想の科学』に参画した加太こうじが1980年にまとめた『下町の民俗学』『東京の原像』が早く、以後チンドン屋のイメージを形成したと言える。加太は、紙芝居屋時代の体験を基にチンドン屋の様態を記述した。
次いで、ルポライターの朝倉喬司が1983年に『ミュージック・マガジン』の連載「日本の芸能一〇〇年」でチンドン屋を取り上げる。
朝倉は、チンドンを大道芸の流れとして捉え、テキ屋との関わりなども意識しながら、チンドン屋の親方・楽士に取材をした。
広告プランナー出身の堀江誠二による『チンドン屋始末記』は、新書ながら飴勝から戦後までのチンドン屋の歴史を概観した最初の本である。
林幸次郎『ぼくたちのちんどん屋日記』『ちんどん屋です。』は、チンドン屋稼業に飛び込んだ体験を記し、またチンドン史や現代におけるチンドン屋の役割などについて考察を続けている。
音楽学者の細川周平は、西洋音楽の輸入と土着化という音楽的な視点でチンドン屋を捉える試みを続けている。
音楽家の大熊ワタルは、チンドン楽士としての活動のなかで得た情報をまとめ、執筆も行っている。